# اتفاقية فك الاشتباك الأولى (مصر إسرائيل)

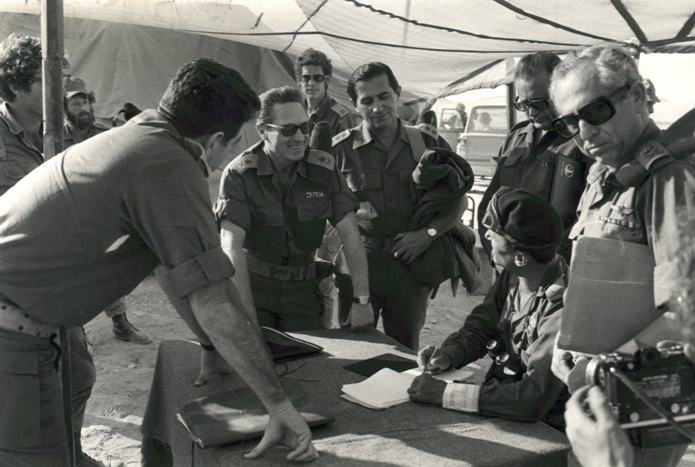
لقاء بين ضباط من الجانبين المصري والإسرائيلي عند الكيلو 101 على طريق القاهرة–السويس في عام 1973.مثّل الجانب الإسرائيلي وفد ضم اللواء أهرون ياريف، واللواء شموئيل إيل (واقفًا)، والعقيد دوف شيئون، إلى جانب عدد من المسؤولين الآخرين.
أما الوفد المصري، فكان برئاسة اللواء محمد عبد الغني الجمسي.

اتفاقية فك الاشتباك الأولى بين مصر وإسرائيل هي اتفاقية تم توقيعها في 18 يناير 1974 بمدينة جنيف، وهدفت إلى إنهاء المواجهة العسكرية المباشرة بين الجانبين على الجبهة المصرية بعد حرب أكتوبر.
وقّع الاتفاق كل من اللواء محمد عبد الغني الجمسي رئيس أركان الجيش المصري، والجنرال دافيد إلعازار رئيس الأركان الإسرائيلي، إلى جانب الجنرال إنسيو سيلاسفو ممثلًا عن الأمم المتحدة.
أعقب هذا الاتفاق توقيع اتفاقية مماثلة على الجبهة السورية بين سوريا وإسرائيل، عُرفت باسم اتفاقية فك الاشتباك بين سوريا وإسرائيل. وفي مرحلة لاحقة، تم توقيع اتفاقية ثانية بين مصر وإسرائيل عُرفت باسم اتفاقية فك الاشتباك الثانية.

## نص الاتفاقية
تضمنت الاتفاقية البنود التالية:
- تراعي مصر وإسرائيل بكل دقة وقف إطلاق النار في الأرض والبحر والجو المنصوص عليه بقرار مجلس الأمن وتمتنعان منذ لحظة توقيع الاتفاقية عن جميع الأعمال العسكرية وشبه العسكرية التي يقوم بها طرف ضد الآخر.

- يتم الفصل بين القوات المصرية والإسرائيلية طبقاً للمبادئ التالية:

1. جميع القوات المصرية الموجودة على الجانب الشرقي للقناة يعاد توزيعها وانتشارها غرب الخط المشار إليه بخط (أ) والمحدد على الخريطة المرفقة.
2. جميع القوات الإسرائيلية بما فيها الموجودة غرب القناة والبحيرات المرة يعاد توزيعها شرق الخط المشار إليه بخط (ب) على الخريطة المرفقة.
3. المنطقة بين الخط المصري والإسرائيلي منطقة عازلة تتواجد فيها قوات للأمم المتحدة تتألف من وحدات لدول غير أعضاء دائمين في مجلس الأمن.
4. يتم تحديد عدد الأفراد والأسلحة بين الخط المصري وقناة السويس.
5. يتم تحديد عدد أفراد القوة والأسلحة الموجودة في المنطقة بين الخط الإسرائيلي (خط ب) والخط المرمز له بالخط (ج) والمحدد بالخريطة المرفقة والذي يمتد بامتداد السفوح الغربية للجبال الواقعة في ممري الجدى وميتلا.
6. التحديد المشار إليه في البند 3،4 يتم التفتيش عليه بواسطة قوات الأمم المتحدة مع استمرار استخدام النظام الساري الآن الذي يتضمن وجود ضباط اتصال مصريين وإسرائيليين يتعاونون مع ضباط الاتصال التابعين للقوة الدولية.
7. يسمح بالطيران فوق المناطق المحددة لكل جانب دون اعتراض من الآخر

- يتم الاتفاق على تنفيذ مراحل الفصل بين القوات بواسطة ممثلين للجانبين
- هذه الاتفاقية لا تعتبر اتفاق نهائي، وتمثل خطوة أولى نحو سلام نهائي عادل ودائم تنفيذاً لأًحكام  قرار مجلس الأمن رقم 338 وفي إطار مؤتمر جنيف